# Chemokline
Die Chemokline ist der sprunghafte Übergang zwischen Wasserschichten mit unterschiedlichem Gehalt an gelösten Feststoffen in meromiktischen Seen oder in Meeren und Brackwasserzonen (Sprungschicht). Die Chemokline gehört zu den Pyknoklinen.
In meromiktischen Seen entsteht sie durch eine unvollständige Durchmischung des Wasserkörpers, so dass sich in einer Tiefenschicht höhere Gehalte an Abbauprodukten der abgesunkenen Reste der Biomasse ansammeln können.
Im westlichen Teil der Ostsee herrscht in tieferen Bereichen eine ausgeprägte Chemokline, weil stark salzhaltiges Wasser aus der Nordsee das Brackwasser der Ostsee unterläuft und sich dort in den Senken sammelt.